# アフリカ (サン＝サーンス)
幻想曲「アフリカ」（Africa, Fantaisie pour Piano et Orchestre）作品89は、カミーユ・サン＝サーンスが作曲したピアノと管弦楽、あるいはピアノ独奏のための幻想曲。「アフリカ幻想曲」とも表記される。

## 概要
1889年にカディスでスケッチが始まり、1891年4月にカイロで書き上げられた。度々の旅行を通じて北アフリカの事物を好んでいたサン＝サーンスが、ピアノ協奏曲第5番「エジプト風」や「アルジェリア組曲」などと同様にこの地方を題材にした作品の一つである。
総譜は1892年に出版、それに先立って1891年に、共に作曲者自身による2台ピアノ版とピアノ独奏版が出版されている。ロジェ＝ミクロ夫人に献呈され、彼女の独奏とエドゥアール・コロンヌの指揮で1891年10月25日、コンセール・シャトレの演奏会で初演された。
豊かな色彩感を持ち、独奏の華やかな技巧が発揮される作品であり、サン＝サーンスの死の直後である1923年に出版された伝記では、彼がピアノと管弦楽のために書いた作品の中でも特に人気があるものと記されているが、現代では他の協奏的作品同様、演奏機会はあまり多くない。1893年、サン＝サーンスがケンブリッジ大学に名誉博士号を授与された際の記念演奏会ではサン＝サーンスの独奏でこの作品が演奏され、1904年にサン＝サーンスが複数の自作をピアノ独奏で録音した際にも取り上げられている。

## 楽器編成
独奏ピアノ、フルート2、オーボエ2、クラリネット2、ファゴット2、ホルン2、コルネット2、トロンボーン3、ティンパニ、トライアングル、シンバル、弦五部

## 構成
単一楽章で、演奏時間は10分程度。大きく二つの部分に分かれ、様々な旋律がポプリ風に並列される。
ト短調、6/8拍子を基調とする前半は、シンコペーションが特徴的な主題（譜例1）で始まり、この主題を中心に、独奏がテンポを落として歌う旋律（譜例2）などいくつかのエピソードを交えて進んでいく。

譜例1

譜例2
後半はト長調、2/4拍子を基調とし、練習曲Op.52-3などでも見られる独奏の軽快なパッセージ（譜例3）で始まる。総奏で現れる力強い主題（譜例4）は、チュニジアの民謡から取られたものである。これらが展開・再現され、前半の主題も回帰し、ト長調で華々しく終わる。

譜例3
譜例4